# Волоколамское благочиние
Волоколамское благочиние — округ Одинцовской епархии Русской православной церкви, объединяющий приходы в пределах Волоколамского городского округа Московской области. В настоящее время в округе 13 приходов.
Благочинный округа — священник Михаил Поляков, настоятель Воскресенского собора города Волоколамска. 31 марта 2009 года решением Священного синода епископом (с 20 апреля 2009 года архиепископом, с 1 февраля 2010 года митрополитом) Волоколамским, викарием Московской епархии назначен епископ Венский и Австрийский Иларион (Алфеев), имя которого с 1 апреля того же года поминается в Воскресенском соборе Волоколамска после правящего архиерея.
13 апреля 2021 года Священный Синод Русской Православной Церкви постановил учредить Московскую митрополию. Согласно решению Синода, Волоколамский округ вошёл в состав новообразованной Одинцовской епархии. Епископом этой епархии стал Фома, епископ Одинцовский и Красногорский, чьё имя в храмах благочиния поминается после имени митрополита Московского и Коломенского Павла.
На территории округа находится Иосифо-Волоцкий монастырь, имеющий ставропигиальный статус.

## Храмы благочиния
город Волоколамск
- Собор Воскресения Христова
  - Храм Рождества Христова
  - Собор Николая Чудотворца
- Храм Рождества Пресвятой Богородицы
  - Храм Петра и Павла
- Храм Покрова Пресвятой Богородицы
  - Храм Воздвижения Креста Господня

деревня Амельфино
- Никольский храм

село Болычево
- Храм Святой Троицы

деревня Ботово
- Храм Воскресения Христова

деревня Бражниково
- Храм Благовещения Пресвятой Богородицы

деревня Еднево
- Церковь Кирилла и Мефодия

село Ивановское
- Храм иконы Божией Матери «Знамение»

село Ильинское (Теряевское с.п.)
- Храм Спаса Нерукотворного Образа

село Ильинское (Ярополецкое с.п.)
- Храм Ильи Пророка

урочище Казаново
- Храм Рождества Пресвятой Богородицы

село Каменки
- Церковь Иоанна Богослова

село Карачарово
- Храм Николая Чудотворца

урочище Лихачёво
- Храм Николая Чудотворца

село Новлянское
- Храм Троицы Живоначальной

село Осташёво
- Церковь Олега Брянского

село Покровское (Теряевское с. п.)
- Храм Покрова Пресвятой Богородицы

село Спасс
- Храм Преображения Господня

село Спирово
- Церковь Введения во храм Пресвятой Богородицы

село Суворово
- Храм Рождества Пресвятой Богородицы
  - Знаменский Храм

село Теряево
- Храм Вознесения Господня

село Язвище
- Храм Троицы Живоначальной

село Ярополец
- Храм Казанской иконы Божией Матери
  - Храм Великомученицы Екатерины (Рождества Иоанна Предтечи)

## Канцелярия благочиния
Московская область, Волоколамский район, город Волоколамск, улица Возмище, 14, храм Рождества Богородицы Телефон
(496) 362-21-89.

## Галерея
- Фотографии храмов благочиния
- Воскресенский собор в Волоколамском кремле
- Никольский собор в Волоколамском кремле
- Покровский в Волоколамске
- Возмищенский в Волоколамске на Возмище
- Благовещенский в Бражниково
- Олега Брянского в Осташёво
- Преображенский в Спассе
- Рождества Богородицы в Суворово
- Троицкий в Язвище
- Екатерининский в Яропольце
- Покровский в Покровском
- Введенский в Спирово
- Вознесенский в Теряево
- Троицкий в Новлянском
- Казанский в Яропольце
- Никольский в Лихачёво
- Рождества Богородицы в Казаново
- Кирилла и Мефодия в Еднево
- Ильинский в Ильинском

- Фотографии независимых храмов в благочинии
- Скорбященский в Фёдоровском
- Успенский собор в Иосифо-Волоцком монастыре
- Апостолов Петра и Павла в Иосифо-Волоцком монастыре